# Пелтер, Лестер
Лестер Стефан Пелтер (англ. Lester Stefan Peltier; род. 13 сентября 1988 года) — тринидадский футболист, нападающий.

## Карьера
Воспитанник футбольной команды колледжа св. Антония. В 2006 году вошёл в состав одной из сильнейших команд страны «Сан-Хуан Джаблоти». Также на родине Пелтер выступал за клуб «Ма Пау».
В 2011 году нападающий переехал в Словакию. Первый зарубежный сезон Пелтер провёл в «Тренчине», где ему неплохо удалось заявить о себе. Через год он перешёл в братиславский «Слован», в составе которого он становился чемпионом Словакии и обладателем кубка страны.
С 2008 года Лестер Пелтер регулярно вызывается в национальную сборную.

## Семья
Брат Лестера Йохан (род. 1992) также является футболистом. Он вызывался в молодёжную сборную Тринидада и Тобаго. В 2018 году форвард выступал за армянский «Юниор Севан».

## Достижения
- Чемпион Словакии (2): 2013, 2014
- Обладатель Кубка Словакии: 2013